# Szenthelyi Miklós
Szenthelyi Miklós (Budapest, 1951. január 24. –) Kossuth-díjas és Liszt Ferenc-díjas magyar hegedűművész, zenepedagógus.

## Életpályája
A Fővárosi Zeneiskolában folytatott alapszintű tanulmányai után, 1964 és 1968 között Lányi Margitnál tanult hegedűt a budapesti Bartók Béla Zeneművészeti Szakközépiskolában. 1968-ban került be a Liszt Ferenc Zeneművészeti Főiskolára, ahol  Kovács Dénes tanítványa lett. 1973-ban végzett, és mestere hívására a főiskola oktatója lett. Először tanársegéd volt, majd 1978-ban adjunktus, 1989-ben pedig docens lett. 1978 óta vezeti a különleges tehetségek osztályát.
A koncertéletbe való bekapcsolódását segítette az Országos Filharmónia, amelynek 1974-ben lett a szólistája. Több fontos és jelentős versenyen sikerrel vett részt: 1971-ben az országos Weiner Leó kamarazene-versenyen a szonáta kategóriában II. díjat nyert nővérével, Szenthelyi Judittal, majd az 1973-as versenyen I. díjas volt Schiff Andrással, 1975-ben pedig szintén I. díjas volt a Magyar Rádió országos hegedűversenyén. Koncertjeivel bejárta Európa szinte minden országát, de Észak- és Dél-Amerikában, Ázsiában, Ausztráliában és Afrikában is hangversenyezett. Mesterkurzusokat tartott az Egyesült Államokban, Finnországban és Brazíliában. 1988-ban, a főiskolán végzett tanítványaiból  megalapította a csak vonósokból álló Magyar Virtuózok Kamarazenekart, amelynek művészeti vezetője, 1999 óta karmestere is. Az együttes hamar népszerű lett itthon és külföldön, bejárták szinte egész Európát, de jártak Dél-Koreában, Japánban és az Egyesült Államokban is, és neves vendégművészekkel szerepeltek együtt. Tanítványai között több, komoly nemzetközi szóló karriert befutott hegedűs is van, például Baráti Kristóf, Lendvay József és Falvay Attila.
1976 óta egy 1723-as Guarneri mesterhegedűn játszik. Játékáról számos hangfelvétel készült, felvette például Bach összes szóló hegedűre írt szonátáját és partitáját. Ezt a műsort – egyetlen koncert keretében – elő is adta, ami a világon egyedülálló teljesítmény. Hasonlóan nagyszabású  hangverseny-vállalkozása volt 2011-ben is, melynek során egyetlen napon, négy koncert keretében kilenc versenyművet adott elő tanítványaival, a Magyar Virtuózok Kamarazenekar és a MÁV Szimfonikus Zenekar közreműködésével.

## Díjai, elismerései
- Országos Weiner Leó kamarazene-verseny (szonáta II. díj, 1971, Szenthelyi Judittal)
- Országos Weiner Leó kamarazene-verseny (szonáta I. díj, 1973, Schiff Andrással)
- A Magyar Rádió országos hegedűversenye, I. díj (1975)
- Liszt Ferenc-díj (1986)
- MSZOSZ-díj (1990)
- A Magyar Köztársasági Érdemrend tisztikeresztje (1994)
- Tátrai Vilmos-emlékgyűrű (2000)
- Kossuth-díj (2008)
- Prima díj (2012)
- Budapest díszpolgára (2013)[1]